# Sasha Alexander
Sasha Alexander (nacida como Suzana Drobnjaković; Los Ángeles, California, 17 de mayo de 1973) es una actriz estadounidense de ascendencia serbia e italiana. Es más conocida por su papel como la agente Caitlin Todd en la serie NCIS de la CBS y como Maura Isles en Rizzoli & Isles.

## Biografía
Nació en Los Ángeles, California. Comenzó a actuar en la escuela en séptimo grado. También hizo patinaje sobre hielo, pero tuvo que abandonarlo por una lesión en la rodilla. Continuó actuando en la Escuela Superior y estudió en la  Escuela de Cine de la Universidad del Sur de California. Después se trasladó a Nueva York para actuar en el tradicional teatro de verano y en los festivales Shakespeare. Se graduó en la Universidad del Sur de California en la Escuela de Cine.
Estuvo casada con el director y guionista Luka Pecel, aunque este matrimonio fue anulado. El 12 de agosto de 2007 se casó con el director, guionista y productor Edoardo Ponti, hijo de la actriz Sofia Loren y del productor de cine Carlo Ponti. Se casaron en Ginebra, Suiza. Tienen dos hijos; Lucia Sofia, nacida el 12 de mayo de 2006 y Leonardo Fortunato, nacido el 20 de diciembre de 2010. Su mejor amiga es Jessica Capshaw,  son madrinas de los hijos la una de la otra.

## Trayectoria
Alexander actuó con regularidad en dos series cortas: el drama médico Presidio Med y el drama de los años 20 de la cadena ABC Wasteland. Figuró en la cuarta temporada de Dawson's Creek como Gretchen Witter, y también en un episodio de la serie de comedia Greg the Bunny, haciendo el papel de una reportera lesbiana en el que da un beso memorable a Sarah Silverman. También figuró en las películas Lucky 13, La otra pareja, y Twin Falls Idaho. Su papel en la serie NCIS finalizó en mayo de 2005, y obtuvo un pequeño papel en Misión imposible 3. Trabajó en un episodio de la serie The Nine en el papel de la exesposa de Nick, y más recientemente ha realizado apariciones en las series Dark Blue y House M.D.
En 2010 dio vida a la doctora forense Maura Isles en Rizzoli & Isles, serie cancelada en 2016.

## Filmografía

### Películas
| Año  | Título                      | Papel                | Notas |
| ---- | --------------------------- | -------------------- | ----- |
| 1997 | Visceral Matter             | Karen Chambers       |       |
| 1997 | Battle of the Sexes         |                      |       |
| 1997 | Supply & Demand             | Jazzy                |       |
| 1999 | Twin Falls Idaho            | Miss America         |       |
| 2001 | Ball & Chain                | Chloe Jones          |       |
| 2001 | La otra pareja              | Jackie Samantha Gold |       |
| 2003 | Expert Witness              |                      |       |
| 2005 | Lucky 13                    | Susie                |       |
| 2006 | Misión imposible 3          | Melissa Meade        |       |
| 2007 | The Last Lullaby            | Sarah                |       |
| 2008 | Yes Man                     | Lucy Burns           |       |
| 2009 | He's Just Not That Into You | Catherine            |       |
| 2009 | Tenure                      | Margaret             |       |
| 2009 | Play Dead                   | Carolanne            |       |
| 2009 | Love Happens                | Jessica              |       |
| 2011 | Coming & Going              | Alex Michaels        |       |
| 2013 | The Girl from Nagasaki      | Adelaide             |       |
| 2017 | Bernard and Huey            | Roz                  |       |
| 2018 | Amanda McKay                | Marianne             |       |
| 2018 | Ride                        | MaryAnna Buultjens   |       |
| 2020 | Dangerous Lies              | Detective Chesler    |       |
| 2023 | Bleeding Love               | Michelle             |       |

### Televisión
| Año       | Título                                           | Papel                            | Episodio/s | Notas                                                      |
| --------- | ------------------------------------------------ | -------------------------------- | ---------- | ---------------------------------------------------------- |
| 1999      | Wasteland                                        | Jesse Presser                    | 13         | Papel principal                                            |
| 2000–2001 | Dawson's Creek                                   | Gretchen Witter                  | 20         |                                                            |
| 2001      | CSI: Crime Scene Investigation                   | Fiscal del Distrito Robin Childs | 1          |                                                            |
| 2001      | Ball & Chain                                     | Chloe Jones                      |            | Película                                                   |
| 2002      | Friends                                          | Shelley la entrevistadora        | 1          |                                                            |
| 2002      | Greg the Bunny                                   | Laura Carlson                    | 1          |                                                            |
| 2002      | Presidio Med                                     | Dr. Jackie Collette              | 14         | Papel principal                                            |
| 2003      | Expert Witness                                   |                                  |            | Película                                                   |
| 2003–2012 | NCIS (serie de televisión)                       | Agente Caitlin Todd              | 50         | Papel principal: temporadas 1–2 invitado: temporadas 3,8,9 |
| 2006      | E-Ring                                           | Allyson Merrill                  | 1          |                                                            |
| 2006      | The Nine                                         | Juliana                          | 1          |                                                            |
| 2008      | Prison Break                                     | Shannon Anderson                 | 1          |                                                            |
| 2009      | The Karenskys                                    | Emily Atwood                     | 1          |                                                            |
| 2009      | House (serie de televisión)                      | Nora                             | 1          |                                                            |
| 2009      | Dark Blue                                        | Agente de la DEA Julia Harris    | 2          |                                                            |
| 2010–2016 | Rizzoli & Isles                                  | Dr. Maura Isles                  | 105        | Papel principal                                            |
| 2015-2016 | Shameless                                        | Helene Runyon Robinson           | 12         |                                                            |
| 2018      | La Ley y el Orden: Unidad de Víctimas Especiales | Anne Mill                        | 1          |                                                            |
| 2019      | F.B.I.                                           | Congresista Valerie Caldwell     | 1          |                                                            |
| 2020      | Amazing Stories                                  | Paula Porter                     | 1          |                                                            |
| 2020      | Curb Your Enthusiasm                             | Michelle                         | 1          |                                                            |
| 2023      | Law & Order                                      | Kristin Bartell                  | 1          |                                                            |
| 2023      | The Morning Show                                 | Salma                            | 1          |                                                            |